# Централна минерална баня
Централната минерална баня е емблематична сграда в центъра на София, район „Оборище“. Тя е паметник на културата с национално значение.
Построена е по проект на архитектите Петко Момчилов и Йордан Миланов през 1913 година на мястото на съществувала дотогава турска баня, която е разрушена. Изградена е в стил сецесион, но и с типични български, византийски и източноправославни орнаментални елементи, дело на художника Харалампи Тачев.
Открита е на 13 май 1913 г. и е една от най-модерните в Европа. Има два етажа, като общото ѝ пространство е 5000 кв.м. Обслужва се от специализиран медицински състав и многоброен помощен персонал. Има зали за хидротерапия, електротерапия и калотерапия. Двата големи басейна са с температурата на водата 23 – 26 градуса, а в по-малки топли басейни температурата е 37 и 46 градуса, използват се за лечение на ревматизъм. Минералната вода е с дебит 110 литра в секунда. Цените за ползване на банята я правят достъпна за всички слоеве от населението.
Англо-американските бомбардировки над София на 10 януари 1944 г. тежко удрят сградата и напълно унищожават южното крило, дебитът на минералния извор също е засегнат, но по-късно банята е напълно възстановена.
Функционира до 1986 г., когато е затворена поради лошото ѝ състояние. Дълго време не се работи за възстановяването ѝ, след това част от нея се реконструира за нуждите на Софийския исторически музей.

## История на банята

### Предистория
Развитието на модерни градски минерални бани е една от важните задачи за общинския съвет веднага след Освобождението. През март 1880 г. градският съвет приема решение за изграждане на нови съоръжения по съвременните изисквания, като докладът се базира на рационален подход - подадените предписания от градския доктор и градския архитект.
През 1889 г. е обявен международен архитектурен конкурс и с цел да се осигури широко участие информацията е разпространена в престижни европейски професионални издания. Получени са седем проекта, много от тях с участие на изтъкнати европейски специалисти, които са разгледани и оценени от жури с международно участие. Конкурсът е спечелен от прочутия виенски архитект Емил фон Фьорстер, който предлага голяма банска постройка в комбинация с модерен хотел. Крайният вариант на сградата, който е реализиран десетилетия по-късно след множество промени и перипетии, използва множество елементи от този първи проект. Следва да се отбележи, че общинската управа съвсем рано оценява изключителното значение на минералните води като уникален ресурс и в рамките на възможностите си инвестира значителни усилия и средства за най-оптималното им оползотворяване за благото на хората в града.

### Функциониране на банята
Откритата на 13 май 1913 г. баня има два етажа, като общото ѝ пространство е 5000 кв.м. Има мъжко и женско отделение. Банята се обслужва от специализиран медицински състав и многоброен помощен персонал. Има зали за хидротерапия, електротерапия и калотерапия (използва се италианска кал). Със стриктен контрол не се допускат в басейните болни от кожни заразни болести. Има два басейна с температурата на водата 23 – 26 градуса; размерът им е 18 на 7 метра, като дълбочината им в едната част е 2 метра, а в другата 1,2 метра. В по-малки топли басейни температурата на водата е 37 и 46 градуса, използват се за лечение на ревматизъм. Минералната вода е с дебит 110 литра в секунда. Диференцираните цени за ползване на банята я правят достъпна за всички слоеве от населението. Работи от 5 часа сутринта до 23 часа вечерта. Дневно я посещават 800 – 1000 души.

### Съвременно състояние
Към 2024 г. едната половина от сградата на Централната минерална баня се използва за постоянната експозиция на Музея за история на София, официално открита на 17 септември 2015 г. В края на 2016 г. от статута му на „общински културен институт“ музеят е реорганизиран в Регионален исторически музей – София.
Във фондовете на музея се съхраняват над 120 000 исторически ценности, чрез които се представя историята на града. Сред тях са много документи, лични вещи и снимки на изтъкнати български държавници като Княз Александър, цар Фердинанд, Стефан Стамболов, Драган Цанков, Константин Стоилов и други; произведения на приложното изкуство с висока художествена и историческа стойности – „Златната каляска“ стил Луи ХVІ, Бюрото-подарък от Бисмарк на цар Фердинанд, английския часовник, дар от кралица Виктория; стилни мебели. Някои от музейните експонати са записани в Държавния музеен фонд. В художествения фонд се съхраняват оригинални картини от изтъкнати български художници рисували София. Притежание на Софийския исторически музей е и колекцията от акварели на Йосиф Обербауер, в която е запечатан облика на София по време на Освобождението, вече напълно изчезнал. Музеят има много икони, стенописи и църковна утвар. В нумизматичния фонд се съхраняват над 17 000 монети и банкноти, някои от които са много ценни и редки. Музеят притежава и най-голямата сбирка от стари фотографии и картички с изгледи от София.

## Галерия
- Централната минерална баня
- Орнаменти на фасадата
- Орнаменти на фасадата
- Входът на сградата